# Holminaria
Holminaria és un gènere d'aranyes araneomorfes de la subfamília Erigoninae, dins de la família Linyphiidae.
Fou descrit per primera vegada per Kiril Ieskov l'any 1991.

## Distribució
Es pot trobar a la Rússia asiàtica i a l'Est d'Àsia.

## Llista d'espècies
Segons The World Spider Catalog 12.0:
- Holminaria pallida Eskov, 1991
- Holminaria prolata (O. Pickard-Cambridge, 1873)
- Holminaria sibirica Eskov, 1991 (Espècie tipus)